# Avocat général (Union européenne)
Pour les articles homonymes, voir Avocat général.
Dans l’Union européenne, les avocats généraux sont des magistrats hauts fonctionnaires siégeant à la Cour de justice de l’Union européenne (CJUE). Inspiré du commissaire du gouvernement français, le poste d’avocat général est créé avec la Cour de justice des Communautés européennes en 1951, lors de la signature du traité de Paris.
L’avocat général participe aux procès et peut interroger les parties, après quoi il rédige son avis, bien que dans le cas où aucun nouveau point de droit n’est soulevé, il ne soit pas nécessaire. C’est seulement après cet avis que la Cour de justice rend son jugement. Bien que l’avis de l’avocat général ne soit pas contraignant pour la CJUE ni pour les tribunaux des États membres, ses conclusions sont souvent prises en considération et sont souvent indicatives de l’arrêt de la Cour de justice dans l’affaire,,.
Depuis 2020, il y a onze avocats généraux nommés pour un mandat de six ans : cinq parmi les plus grands États membres de l’Union européenne (Allemagne, France, Italie, Espagne et Pologne) et six parmi les autres États membres. Le premier avocat général, qui est chargé d’attribuer les affaires à lui-même ou à ses collègues avocats généraux et dispose de certains pouvoirs liés au contrôle juridictionnel des affaires du Tribunal, est élu pour un mandat de trois ans parmi ces onze personnes. Des avocats généraux ad hoc peuvent également être nommés pour les affaires portées devant le Tribunal parmi les juges en fonction au sein du tribunal, mais cette possibilité n’est plus utilisée actuellement.

## Base juridique
La signature du traité de Paris institue la Communauté européenne du charbon et de l’acier, dotée entre autres d’un organe judiciaire appelé « Cour de justice ». Au cours des négociations qui conduisent à sa signature, la délégation française s’offusque de la possibilité d’opinions dissidentes ou concordantes sur les affaires. Par conséquent, Maurice Lagrange, membre de la délégation qui deviendra plus tard le premier avocat général nommé à la cour, propose que ces vues soient présentées par un avocat général, qui exercerait une fonction similaire à celle du commissaire du gouvernement français (équivalent au rapporteur public depuis 2009),,. Le commissaire (par la suite nommé rapporteur public) est chargé de conseiller juridiquement le Conseil d’État, la plus haute juridiction administrative. Cette vision est mise en œuvre dans le protocole sur le statut de la Cour de justice signé en 1951 et ne change presque pas par la suite.

### Composition
Actuellement, conformément aux dispositions de l’article 19 du traité de Maastricht et de l’article 252 du traité sur le fonctionnement de l’Union européenne (TFUE), la Cour de justice de l’Union européenne, outre 27 juges (un pour chaque État membre), compte également onze avocats généraux,. Le Conseil, statuant à l’unanimité, peut augmenter ce nombre à la demande de la CJUE.
Lors de la formation de la Cour de justice, il a été décidé de nommer deux avocats généraux, l’un d’Allemagne et l’autre de France. Le Royaume-Uni et l’Italie ont adhéré en 1973, l’Espagne a suivi en 1995 et la Pologne en 2013. Depuis que le Royaume-Uni a quitté l’Union européenne en 2020, il y a cinq États membres (les plus peuplés) habilités à nommer leurs propres avocats généraux. D’autres États membres nomment les avocats généraux par rotation (un en 1981-1986, deux en 1986-1995, quatre en 1995-2000, trois en 2000-2015, cinq en 2015-2020 et six depuis 2020),,. Chaque avocat général exerce un mandat de six ans renouvelable et, sauf révocation disciplinaire ou démission, est inamovible pendant le mandat ; cependant, étant donné la nature tournante des nominations des pays sans membre permanent, ces extensions sont effectivement limitées aux cinq pays qui peuvent envoyer leurs propres avocats généraux. Si le poste est libéré avant la fin du mandat, un remplaçant est nommé pour le reste du mandat, généralement du même pays.
Depuis 1974, le premier avocat général est élu parmi ceux qui exercent cette fonction. Depuis 1979, ils sont chargés de répartir les affaires entre les confrères avocats généraux. Pendant trois décennies après sa création, le poste a alterné entre chacun des avocats généraux, mais Melchior Wathelet a été la première personne à avoir été élue plus de deux fois et la première à avoir servi des mandats consécutifs. En novembre 2019, le règlement intérieur a été modifié afin que les mandats soient portés à trois ans. La première élection selon les nouvelles règles a eu lieu en octobre 2021, lorsque Maciej Szpunar (en), qui occupait déjà ce poste depuis trois ans, a été élu pour trois autres années. Le premier avocat général, cependant, n’est pas au-dessus des autres avocats généraux et se trouve à bien des égards dans la même position que ses dix autres collègues.

### Critères de nomination
Les avocats généraux partagent les critères de nomination avec les juges (mentionnés aux articles 2 à 4 du statut de la CJUE et à l’article 253 du TFUE). Ils sont nommés d’un commun accord par les gouvernements nationaux après consultation d’un panel spécial (appelé « panel de l’article 255 ») qui sélectionne les candidats et émet des avis non contraignants sur leur aptitude à occuper un poste,. Les avocats généraux doivent être éligibles au service dans les plus hautes juridictions nationales ou être des avocats « d’une compétence reconnue », et doivent faire preuve d’indépendance. Tout comme les juges, les avocats généraux prêtent serment et sont en général à l’abri des poursuites judiciaires. Ils ont l’interdiction d’exercer des fonctions politiques ou administratives et ne peuvent exercer d’autres fonctions que celle de la Cour de justice que si le Conseil européen leur accorde une dérogation.

## Procédure et affectation
La procédure dans les affaires devant la CJUE consiste à désigner le juge rapporteur et l’avocat général responsables, ce qui est fait respectivement par le président de la CJUE et le premier avocat général,. En général, le premier avocat général a toute discrétion sur la manière dont les affaires sont attribuées, mais plusieurs règles informelles guident le processus. Par exemple, les arrangements dans lesquels certains avocats généraux se spécialisent dans un vaste sujet particulier sont souvent évités afin que les affaires puissent être abordées sous des angles différents et donner ainsi plus de matière à partir de laquelle la Cour de justice peut tirer ses conclusions. Cette règle n’est cependant pas strictement suivie, en particulier si l’avocat général a traité ce sujet spécifique de manière approfondie,. Il est également d’usage que le premier avocat général n’affecte pas d’avocat général à l’affaire à laquelle l’État membre dont est originaire l’avocat général est partie. Les écarts par rapport à cette ligne directrice peuvent susciter la controverse.
Historiquement, chaque affaire devait recevoir l’avis d’un avocat général ; cependant, depuis l’entrée en vigueur du traité de Nice en 2003, une règle a été introduite selon laquelle si l’affaire ne soulève aucun nouveau point de droit (ce qui, en 2015 — année qui correspond aux derniers chiffres disponibles — s’est produit dans 43 % des cas, avec des estimations allant de 30 % à 53 % en fonction des années),, l’avis de l’avocat général n’est pas nécessaire ; dans ce cas, le tribunal consulte l’avocat général et, s’il est d’accord, seul le jugement du tribunal est rendu. Toutefois, lorsque l’affaire est portée devant la Grande Chambre, elle est toujours accompagnée d’un tel avis. L’avocat général est obligé de présenter ses conclusions autant de fois que des audiences sont demandées, de sorte que dans l’une des affaires, Commission des Communautés européennes contre Royaume de Belgique (Déchets belges), trois avis ont été rendus ; les situations où plus d’une audience est tenue, cependant, se produisent rarement.
Selon l’article 20 du statut de la CJUE, l’avocat général désigné est présent lors des interactions avec les parties. Tous les avocats généraux peuvent en outre recevoir des copies de l’arrêt à l’avance et participer aux séances à huis clos lorsque la CJUE rend un avis, mais, contrairement aux juges, ils ne participent pas au processus délibératif du tribunal.

## Avis des avocats généraux
Un avocat général, selon Takis Tridimas, a plusieurs objectifs. L’avocat général participe à la préparation du dossier devant la Cour de justice. De plus, ses avis fournissent la solution proposée et le raisonnement logique pour arriver à la conclusion présentée, tout en fournissant une recherche sur la jurisprudence existante ainsi que sur les points juridiques présentés.
Contrairement aux arrêts de la CJUE, qui ont tendance à être laconiques et abstraits, héritage du discours judiciaire français, l’avis de l’avocat général n’a pas besoin de se conformer à ces critères et peut en fait prendre la forme que l’avocat général souhaite. Historiquement, notamment jusqu’aux années 1980, les avis des avocats généraux suivaient de près les interprétations judiciaires de la CJUE, mais depuis lors, les arrêts sont devenus un peu moins révérencieux à leur égard.
Les conclusions peuvent être rédigées dans la langue maternelle de l’avocat général (l’une des 24 langues officielles de l’Union européenne), bien que, afin de réduire la charge de travail du service de traduction, elles soient désormais de plus en plus rédigées dans l’une des cinq langues dites « pivot », à savoir : le français, l’anglais, l’allemand, l’espagnol et l’italien, et les avocats généraux sont particulièrement encouragés à écrire dans les deux premières d’entre elles. Les réquisitions de l’avocat général sont, le cas échéant, traduites en français, langue de travail de la CJUE. L’arrêt de la CJUE n’est rédigé qu’après avoir reçu l’avis de l’avocat général, bien que certaines préparations soient possibles si le juge rapporteur et ses greffiers comprennent la langue de la procédure.
La Cour de justice n’est pas liée par les conclusions des avocats généraux et n’a même pas à les examiner. En effet, en 2004-2005, seuls 39 % des arrêts citent l’avis de l’avocat général (le pourcentage était d’environ 46 % en 2017). Cependant, les opinions de l’avocat général sont considérées comme influentes. Des études quantitatives semblent confirmer cette notion. Celle de 2017 a révélé que, parmi les 109 jugements étudiés, 64 % étaient en principe d’accord avec l’arrêt, 9 % n’étaient pas d’accord et le reste ne l’était que sur certains points ; en outre, dans 69 % des cas, il y avait tout au plus de légères différences entre les interprétations des sources juridiques. Une autre étude, qui n’a analysé que les annulations, a révélé que la CJUE était 67 % plus susceptible d’annuler des parties d’un acte ou l’ensemble de l’acte si l’avocat général indiquait son soutien à l’action, par rapport aux situations où l’inverse était vrai, bien que l’article mette en garde contre les inférences causales.

## Liste des avocats généraux de la CJUE
Remarque : les avocats généraux actuels sont en gras ; la fin prévue de leur mandat est mentionnée en italique.
| Pays               | Prénom et nom                     | Années de service | Années de service | Années de service                  |
| Pays               | Prénom et nom                     | Début             | Fin               | En tant que premier avocat général |
| ------------------ | --------------------------------- | ----------------- | ----------------- | ---------------------------------- |
| France             | Maurice Lagrange                  | 1952              | 1964              |                                    |
| Allemagne          | Karl Roemer (de)                  | 1953              | 1973              |                                    |
| France             | Joseph Gand                       | 1964              | 1970              |                                    |
| France             | Alain Louis Dutheillet de Lamothe | 1970              | 1972              |                                    |
| France             | Henri Mayras                      | 1972              | 1981              | 1975–1976                          |
| Italie             | Alberto Trabucchi (it)            | 1973              | 1976              | 1974–1975                          |
| Royaume-Uni        | Jean-Pierre Warner                | 1973              | 1981              | 1976–1977 1979–1980                |
| Allemagne          | Gerhard Reischl (de)              | 1973              | 1984              | 1977–1978 1980–1981                |
| Italie             | Francesco Capotorti (it)          | 1976              | 1982              | 1978–1979 1981–1982                |
| Royaume-Uni        | Gordon Slynn                      | 1981              | 1988              | 1983–1984                          |
| France             | Simone Rozès                      | 1981              | 1984              | 1982–1983                          |
| Pays-Bas           | Pieter verLoren van Themaat       | 1981              | 1986              | 1984–1985                          |
| Italie             | Giuseppe Federico Mancini (it)    | 1982              | 1988              | 1985–1986                          |
| Allemagne          | Carl Otto Lenz                    | 1984              | 1997              | 1986–1987 1992–1993                |
| France             | Marco Darmon (de)                 | 1984              | 1994              | 1987–1988 1993–1994                |
| Luxembourg         | Jean Mischo                       | 1986              | 1991              | 1988–1989                          |
| Portugal           | José Luís da Cruz Vilaça          | 1986              | 1988              |                                    |
| Belgique           | Walter van Gerven                 | 1988              | 1994              | 1989–1990                          |
| Royaume-Uni        | Francis Geoffrey Jacobs           | 1988              | 2006              | 1990–1991 1994–1995                |
| Italie             | Giuseppe Tesauro                  | 1988              | 1998              | 1991–1992 1995–1996                |
| Danemark           | Claus Christian Gulmann           | 1991              | 1994              |                                    |
| Grèce              | Georges Cosmas                    | 1994              | 2000              | 1997–1998                          |
| Danemark           | Michael Bendik Elmer              | 1994              | 1997              |                                    |
| France             | Philippe Léger (de)               | 1994              | 2006              | 1998–1999                          |
| Italie             | Antonio Mario La Pergola          | 1995              | 1999              | 1996–1997                          |
| Irlande            | Nial Fennelly                     | 1995              | 2000              | 1999–2000                          |
| Espagne            | Dámaso Ruiz-Jarabo Colomer        | 1995              | 2009              | 2000–2001                          |
| Allemagne          | Siegbert Alber                    | 1997              | 2003              | 2001–2002                          |
| Luxembourg         | Jean Mischo                       | 1997              | 2003              | 2002–2003                          |
| Italie             | Antonio Saggio                    | 1998              | 2000              |                                    |
| Italie             | Antonio Tizzano                   | 2000              | 2006              | 2003–2004                          |
| Pays-Bas           | Ad Geelhoed                       | 2000              | 2006              | 2004–2005                          |
| Autriche           | Christine Stix-Hackl              | 2000              | 2006              | 2005–2006                          |
| Allemagne          | Juliane Kokott                    | 2003              | 2027              | 2006–2007                          |
| Portugal           | Miguel Poiares Maduro             | 2003              | 2009              | 2007–2008                          |
| Royaume-Uni        | Eleanor Sharpston                 | 2006              | 2020              | 2008–2009                          |
| Italie             | Paolo Mengozzi                    | 2006              | 2018              | 2009–2010                          |
| France             | Yves Bot                          | 2006              | 2019              | 2010–2011                          |
| Slovaquie          | Ján Mazák (sk)                    | 2006              | 2012              | 2011–2012                          |
| Slovénie           | Verica Trstenjak                  | 2006              | 2012              |                                    |
| Finlande           | Niilo Jääskinen                   | 2009              | 2015              | 2012–2013                          |
| Espagne            | Pedro Cruz Villalón               | 2009              | 2015              | 2013–2014                          |
| Belgique           | Melchior Wathelet                 | 2012              | 2018              | 2014–2018                          |
| Suède              | Nils Wahl (sv)                    | 2012              | 2018              |                                    |
| Pologne            | Maciej Szpunar                    | 2013              | 2024              | 2018–2024                          |
| République tchèque | Michal Bobek                      | 2015              | 2021              |                                    |
| Danemark           | Henrik Saugmandsgaard Øe (da)     | 2015              | 2021              |                                    |
| Espagne            | Manuel Campos Sánchez-Bordona     | 2015              | 2027              |                                    |
| Bulgarie           | Евгени Танчев (bg)                | 2016              | 2021              |                                    |
| Irlande            | Gerard Hogan                      | 2018              | 2021              |                                    |
| Italie             | Giovanni Pitruzzella (it)         | 2018              | 2024              |                                    |
| Estonie            | Priit Pikamäe                     | 2019              | 2025              |                                    |
| Grèce              | Athanasios Rantos (el)            | 2020              | 2027              |                                    |
| France             | Jean Richard de la Tour           | 2020              | 2024              |                                    |
| Irlande            | Anthony Collins                   | 2021              | 2024              |                                    |
| Lettonie           | Laila Medina                      | 2021              | 2027              |                                    |
| Chypre             | Nicholas Emiliou                  | 2021              | 2027              |                                    |
| Croatie            | Tamara Ćapeta                     | 2021              | 2027              |                                    |

## Tribunal
Au sein du Tribunal, contrairement à la Cour de justice, il n’y a pas d’avocats généraux spécifiquement désignés, et ceux qui siègent à la CJ ne peuvent pas être utilisés aux fins du Tribunal. Toutefois, selon l’article 3 du règlement de procédure du Tribunal, les juges qui ne sont pas le président, le vice-président ou les présidents de chambre du Tribunal peuvent être appelés à exercer les fonctions d’avocats généraux dans une affaire déterminée, avec la procédure, les fonctions et les devoirs similaires à ceux de la CJ. Ces juges, tout comme dans la chambre haute de la Cour de justice, ne peuvent pas prendre part à l’arrêt de l’affaire (article 49 du statut de la Cour de justice) mais peuvent participer à l’instruction de l’affaire et à l’interrogation des parties. En pratique, cependant, le Tribunal n’utilise plus ce pouvoir.
Malgré le fait qu’aucun des avocats généraux de la CJ n’émet d’avis dans les affaires portées devant le Tribunal, le premier avocat général peut déclencher une procédure de réexamen spécial en vertu de l’article 62 du statut de la CJUE en déposant une requête appropriée dans un délai d’un mois à compter de la décision du Tribunal s’il estime que l’arrêt du Tribunal risque fortement « d’affecter l’unité et la cohérence du droit de l’Union ». En octobre 2021, la procédure a été utilisée 16 fois et 8 cas sont passés au stade de l’examen.